# Барбура
Барбура (рум. Barbura) — село у повіті Хунедоара в Румунії. Входить до складу комуни Бейца.
Село розташоване на відстані 305 км на північний захід від Бухареста, 14 км на північ від Деви, 101 км на південний захід від Клуж-Напоки, 132 км на схід від Тімішоари.

## Населення
За даними перепису населення 2002 року у селі проживали 183 особи, з них 179 осіб (97,8%) румунів. Рідною мовою 179 осіб (97,8%) назвали румунську.